# Jouke de Vries

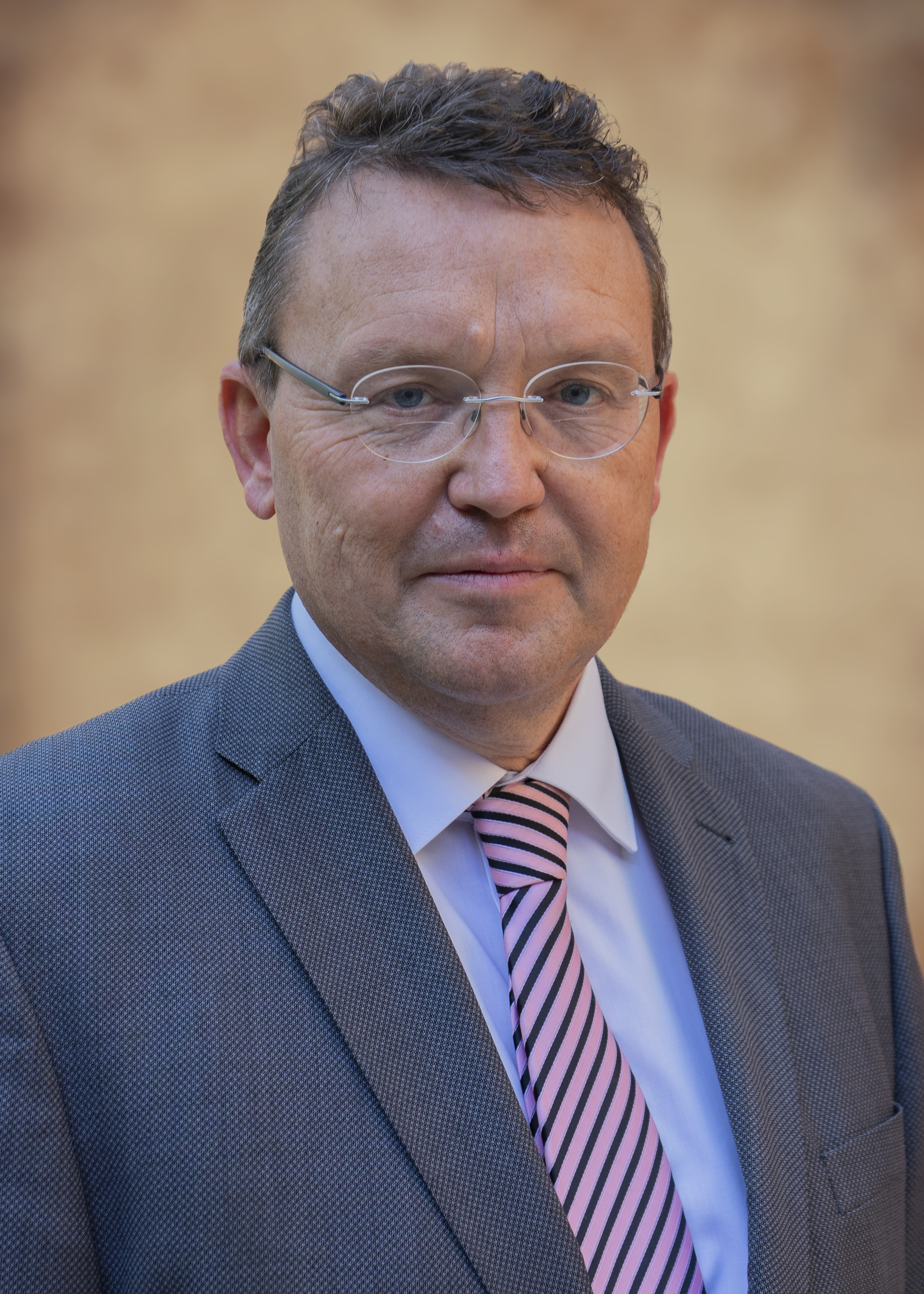
Jouke de Vries (2018)

Jouke de Vries (* 1960) ist ein niederländischer Politiker der sozialdemokratischen „Partij van de Arbeid“ (PvdA) und Professor für Politikwissenschaft an der Universität Leiden. Er studierte an der Universität Amsterdam und ist dort Dozent für Austauschstudenten aus dem Ausland. 
De Vries ist verheiratet und hat Kinder.
| Personendaten    | Personendaten              |
| ---------------- | -------------------------- |
| NAME             | Vries, Jouke de            |
| KURZBESCHREIBUNG | niederländischer Politiker |
| GEBURTSDATUM     | 1960                       |